# Bodenseestraße 23 (München)

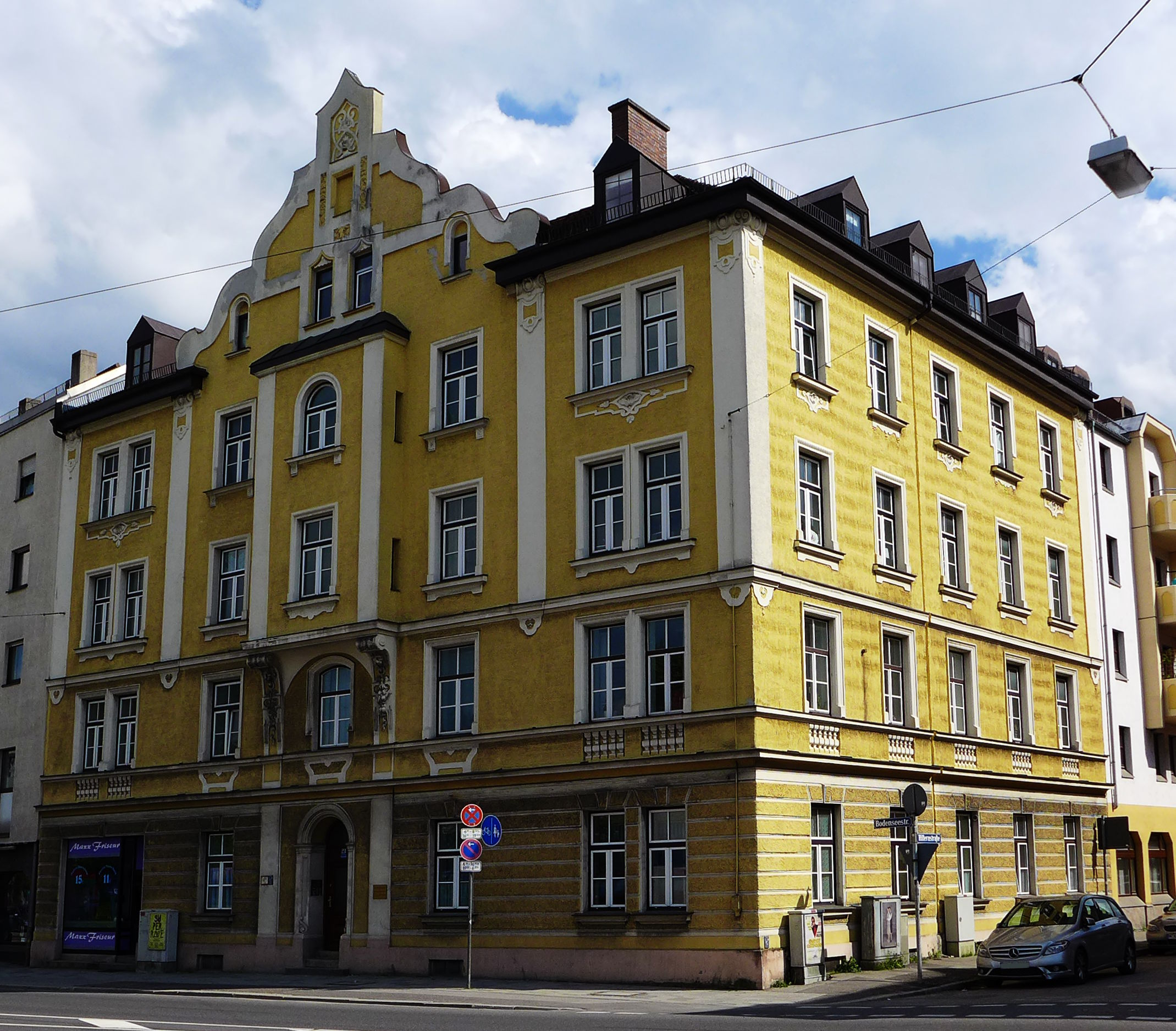
Bodenseestraße 23 im Stadtteil Pasing von München

Das Gebäude Bodenseestraße 23 im Stadtteil Pasing der bayerischen Landeshauptstadt München wurde 1902 errichtet. Das Miets- und Geschäftshaus ist ein geschütztes Baudenkmal.
Der viergeschossige Walmdachbau in Ecklage mit zentralem Zwerchhaus, Schweifgiebel, Mittelerker, Kolossallisenen und Stuckdeckor wurde im historisierenden Stil nach Plänen des Architekten Georg Niggl errichtet.  